# Sallebœuf
Sallebœuf is een gemeente in het Franse departement Gironde (regio Nouvelle-Aquitaine). De plaats maakt deel uit van het arrondissement Bordeaux. Sallebœuf telde op 1 januari 2022 2.771 inwoners.

## Geografie
De oppervlakte van Sallebœuf bedroeg op 1 januari 2022 14,8 vierkante kilometer; de bevolkingsdichtheid was toen 187,2 inwoners per km².

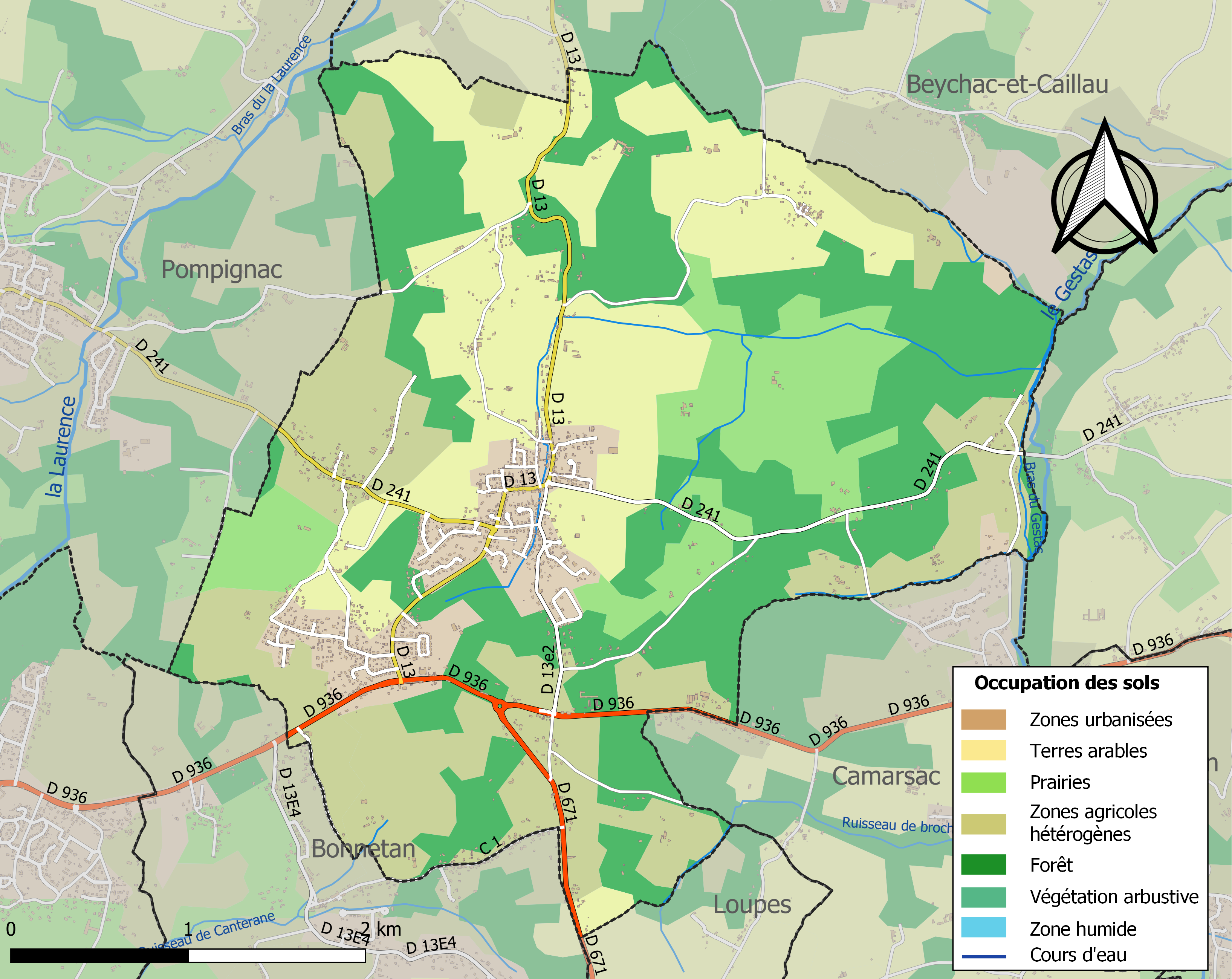
Kaart van de gemeente met belangrijkste infrastructuur, bodemgebruik en omliggende gemeenten

## Demografie
Onderstaande figuur toont het verloop van het inwonertal (bron: INSEE-tellingen).